# Coldiron
Coldiron – jednostka osadnicza w Stanach Zjednoczonych, w stanie Kentucky, w hrabstwie Harlan.